# موراوسکی پیسک
موراوسکی پیسک (به چکی: Moravský Písek) یک منطقهٔ مسکونی در جمهوری چک است که در ناحیه هودونین واقع شده‌است. موراوسکی پیسک ۱۴٫۸۹ کیلومتر مربع مساحت و ۲٬۱۶۱ نفر جمعیت دارد و ۱۷۷ متر بالاتر از سطح دریا واقع شده‌است.